# Nonianus unilateralis
Nonianus unilateralis är en spindelart som beskrevs av Embrik Strand 1908. Nonianus unilateralis ingår i släktet Nonianus och familjen jättekrabbspindlar.
Artens utbredningsområde är Peru. Inga underarter finns listade i Catalogue of Life.